# Gare d'Arbois
La gare d'Arbois est une gare ferroviaire française de la ligne de Bourg-en-Bresse à Mouchard, située sur le territoire de la commune d'Arbois, dans le département du Jura en région Bourgogne-Franche-Comté.
Cette gare fait partie du réseau TER Bourgogne-Franche-Comté et dessert plusieurs villes importantes telles que Besançon, Lons-le-Saunier, Belfort, et Lyon.
La gare d'Arbois est célèbre pour avoir joué un rôle central dans le développement et la spécialisation viticole de la ville d'Arbois.
Elle est également connue pour avoir été fréquemment empruntée par le scientifique Louis Pasteur.

## Situation ferroviaire
La gare d'Arbois est située au point kilométrique 401,119 de la ligne de Mouchard à Bourg-en-Bresse entre les gares de Mouchard et de Poligny. Son altitude est de 268 mètres. Le quai 1 de la gare mesure 182 m, et le quai 2 mesure 213 m.

## Histoire

### Création de la gare
La gare d'Arbois a été créée en 1864 sous l'impulsion de la Compagnie des chemins de fer de Paris à Lyon et à la Méditerranée (PLM).
Son histoire est intimement liée à l'histoire du chemin de fer en France : dans la deuxième moitié du XIXe siècle, la France, et particulièrement ses campagnes, subissait de plein fouet la mondialisation des marchés. Les agriculteurs, autrefois dépendants d’un commerce local, devaient désormais faire face à la concurrence internationale, en particulier des producteurs américains et canadiens. Les infrastructures ferroviaires, telles que la ligne Mouchard - Bourg-en-Bresse, ont été bâties pour désenclaver des régions agricoles comme celle d'Arbois, en rendant possible l’acheminement rapide des produits locaux vers les grandes villes, notamment Lyon, Paris, et des marchés internationaux.

### Dès 1864: transport de marchandises agricoles: un rôle déterminant dans la spécialisation viticole d'Arbois
Au XIXe siècle, les voies ferrées ont donc permis de relier des régions rurales à des centres urbains éloignés, ce qui a offert aux producteurs viticoles d’Arbois un accès plus rapide et moins coûteux aux marchés nationaux, voire internationaux.
Avant l'arrivée du chemin de fer, la distribution des vins se limitait principalement aux marchés locaux et ceci en raison des contraintes des routes et des coûts élevés de transport.
Les vins du Jura ont commencé à être expédiés vers des villes comme Lyon et Paris, ce qui a non seulement accru la demande au fil des années, mais renforcé les pratiques d'exportation.
Progressivement, les producteurs ont intensifié l'exportation de vins et l'agriculture arboisienne s'est spécialisée dans la production viticole. Cette transition a également marqué la fin de la polyculture, autrefois courante, au profit de la viticulture,.

### Dès 1870: début du transport de voyageurs
Dès les années 1870, les trains qui transportaient principalement des marchandises ont commencé à être utilisés pour les voyageurs, facilitant ainsi les déplacements entre les villes et Arbois.

### Tout au long du XXe siècle: fin progressive du transport de marchandises
Le transport des marchandises viticoles, qui avait été l’un des moteurs de la création de la ligne, est resté actif jusqu'au début du XXe siècle.
Cependant, à mesure que les infrastructures routières se sont développées, l’acheminement des marchandises par train a progressivement décliné.
L'évolution des camions et des autoroutes a peu à peu remplacé le train pour les livraisons locales et nationales, tandis que le transport de passagers devenait l'activité principale.
Pendant la Seconde Guerre mondiale la gare est un lieu d'arrêt fréquent et prolongé des trains passant de la zone libre à la zone occupée en gare d'Arbois.

### Fin du XXe siècle et début du XXIe siècle: transformations et bouleversements
Dans les années 1990, la SNCF a envisagé la fermeture de plusieurs petites gares, dont Arbois, en raison du coût d'entretien élevé et de la baisse du trafic ferroviaire. La gare a néanmoins survécu grâce à sa place centrale dans le réseau régional TER Bourgogne-Franche-Comté.
Cependant, la gare a perdu certains de ses services, et son guichet a été définitivement fermé en 2015. Un distributeur automatique à subsisté.
En 2015, la mairie d'Arbois a exprimé son souhait de racheter le bâtiment de la gare, alors à l'abandon, à la SNCF dans le but de le réhabiliter et de le confier à des associations. Cependant, les négociations ont échoué en raison d'un désaccord financier, la SNCF exigeant que l'acquéreur prenne en charge la valorisation du matériel se trouvant encore à l'intérieur du bâtiment. Bien qu'un permis de démolition ait été déposé par la SNCF, le bâtiment, fermé depuis plusieurs années, n'a finalement pas été détruit.

### Aujourd'hui

#### Flux de voyageurs
En 2024, la gare d'Arbois a accueilli 98 412 voyageurs sur l'année. En 2023 ce nombre était de 79 029, soit une augmentation de 24,53% en un an. La gare est donc en plein essor.
Cette fréquentation est largement liée à la desserte de la ligne TER Bourgogne-Franche-Comté, qui relie Arbois à des destinations comme Lyon, Besançon, et Lons-le-Saunier. La gare facilite les déplacements quotidiens. Elle joue également un rôle important dans l'accessibilité d'Arbois pour les visiteurs, en particulier pour le tourisme.

##### Un nouveau chapitre à venir pour l'avenir du bâtiment historique de la gare d'Arbois
Le bâtiment historique de la gare d’Arbois, aujourd’hui fermé au public, va bientôt connaître une seconde vie grâce au programme "Place de la gare" initié par la SNCF. Ce projet, autrefois connu sous le nom de 1001 Gare, vise à transformer les gares en des centres de services pour les voyageurs et les habitants locaux, tout en préservant leur rôle dans le réseau ferroviaire. Dans le cadre de ce programme, les locaux vacants des gares sont mis à disposition des porteurs de projets.
Pour la gare d’Arbois, plusieurs entrepreneurs ont déjà manifesté leur intérêt à travers un Appel à manifestation d’intérêt (AMI) lancé par SNCF Gares & Connexions.
La Région Bourgogne-Franche-Comté et la SNCF accompagnent la rénovation du bâtiment, la région prenant en charge la rénovation extérieure, tandis que la SNCF s’occupera de l’aménagement intérieur,.
Depuis avril 2025, la nouvelle vie de cette gare est connue. Le marchand de cycle "A tour de roues" d'Arbois va s'installer au rez-de-chaussée de cette gare en proposant aux voyageurs locations de vélos et café. Les nouveaux occupants devront encore attendre un an avant de s'y installer. Les travaux de rénovation de la façade extérieure de la gare ainsi que la réhabilitation intérieure ont commencé en mars 2025 et vont durer un an. Ils sont ciblés sur la rénovation de la charpente et de la façade, le remplacement des menuiseries ainsi que la réhabilitation du rez-de-chaussée. La commune d'Arbois a  également annoncé en avril 2025 avoir prévu dans son budget de "cofinancer une étude avec la SNCF pour aménager le parvis et l'extérieur de la gare pour l'adapter aux pratiques des usagers du rail".

## Service des voyageurs

### Accueil
Il existe un distributeur automatique de billets.
Une permanence d'un agent SNCF est également mise à disposition le mardi de 9h30 à 11h30 en mairie d'Arbois.

### Desserte
Tous les TER Bourgogne-Franche-Comté (Besançon - Lyon ou autre) desservent cette gare. Les matériels utilisés sur cette ligne sont : X 73500, Z 27500 et Z2 (Z 9500 ou Z 9600) pour les relations Besançon - Lons-le-Saunier ou Bourg-en-Bresse. BB 22200 pour les relations Besançon - Lyon.
Aujourd'hui cette gare ne voit passer que des AGC et des Regiolis qui se partagent les trajets sur cette ligne. Les corails ne passant plus depuis la suppression de la ligne Strasbourg-Lyon depuis 1995. Tout comme le TGV Strasbourg-Marseille passant sur cette ligne auparavant, mais ayant été suspendu en 2015 et toujours pas de retour, passant désormais sur la LGV Rhin-Rhône.
Ce n'est pas moins de 26 trains quotidiens entre 6h15 et 20h30 que voit passer cette gare.
A destination : 8 -> Besançon-Viotte, 7 -> Lons-le-Saunier, 5 -> Belfort-Ville, 3 -> Lyon Perrache, 2 -> Bourg-en-Bresse, 1 -> Lyon Part-Dieu
En provenance : 8 <- Besançon-Viotte, 6 <- Lons-le-Saunier, 5 <- Belfort-Ville, 3 <- Lyon Perrache, 3 <- Bourg-en-Bresse, 1 <- Lyon Part-Dieu
Au total, depuis Arbois 6 destinations-terminus sont proposées : Lyon-Perrache, Lyon-Part-Dieu, Bourg-en-Bresse, Lons-le-Saunier, Besançon-Viotte et Belfort-Ville.
Les voyageurs en gare d'Arbois peuvent accéder à 24 gares sans correspondances et peuvent arriver de 30 gares sans correspondances
Voir tableau ci-dessous (nombre de trains quotidiens en semaine par sens).
| Département | Dessertes quotidiennes depuis Arbois | Dessertes quotidiennes vers Arbois | Gare                 | Correspondance                                   |
| ----------- | ------------------------------------ | ---------------------------------- | -------------------- | ------------------------------------------------ |
| Jura        | 3                                    | 3                                  | Lyon Perrache        | TER AURA & TGV                                   |
| Jura        | 4                                    | 4                                  | Lyon Part-Dieu       | TER AURA & TGV                                   |
| Jura        | 2                                    | 1                                  | Ambérieu-en-Bugey    | TER AURA                                         |
| Jura        | 6                                    | 7                                  | Bourg-en-Bresse      | TER AURA & TGV                                   |
| Jura        | 6                                    | 7                                  | Saint-Amour          | TER -> Dijon                                     |
| Jura        | 6                                    | 7                                  | Cousance             |                                                  |
| Jura        | 13                                   | 13                                 | Lons-le-Saunier      |                                                  |
| Jura        | 5                                    | 5                                  | Domblans-Voiteur     |                                                  |
| Jura        | 5                                    | 4                                  | Saint-Lothain        |                                                  |
| Jura        | 13                                   | 13                                 | Poligny              |                                                  |
| Jura        | X                                    | X                                  | Arbois               |                                                  |
| Jura        | 13                                   | 13                                 | Mouchard             | TER -> Dole/Dijon/Saint-Claude/Pontarlier & TGV  |
| Jura        | 13                                   | 13                                 | Arc-et-Senans        | TER -> Dole/Dijon/Saint-Claude/Pontarlier        |
| Jura        | 4                                    | 5                                  | Liesle               |                                                  |
| Jura        | 5                                    | 5                                  | Byans-sur-Doubs      |                                                  |
| Jura        | 4                                    | 5                                  | Torpes-Boussières    |                                                  |
| Jura        | 4                                    | 5                                  | Montferrand-Thoraise |                                                  |
| Jura        | 5                                    | 5                                  | Franois              |                                                  |
| Jura        | 13                                   | 13                                 | Besançon-Viotte      | TER -> Dijon/La Chaux de Fond/Besançon TGV & TGV |
| Jura        | 0                                    | 1                                  | Roche-lez-Beaupré    |                                                  |
| Jura        | 0                                    | 1                                  | Novillars            |                                                  |
| Jura        | 0                                    | 1                                  | Deluz                |                                                  |
| Jura        | 0                                    | 1                                  | Laissey              |                                                  |
| Jura        | 5                                    | 5                                  | Baumes-les-Dames     |                                                  |
| Jura        | 5                                    | 5                                  | Clerval              |                                                  |
| Jura        | 5                                    | 5                                  | L'Isle-sur-le-Doubs  |                                                  |
| Jura        | 0                                    | 1                                  | Colombier-Fontaine   |                                                  |
| Jura        | 0                                    | 1                                  | Voujeaucourt         |                                                  |
| Jura        | 5                                    | 5                                  | Montbéliard          |                                                  |
| Jura        | 5                                    | 5                                  | Héricourt            |                                                  |
| Jura        | 5                                    | 5                                  | Belfort-Ville        | TER -> Vesoul/Méroux/Mulhouse                    |

### Intermodalité
La gare possède un parking et un parking à vélos.